# Libro di Giobbe
(Søren Kierkegaard, La Ripresa, Milano, Edizioni di Comunità, 1963, p. 117)
Il Libro di Giobbe (ebraico איוב; greco Ιώβ; latino Iob) è un testo contenuto nella Bibbia ebraica (Tanakh) e cristiana.

## Contenuto
Secondo il profeta del VI secolo Ezechiele, Giobbe fu un uomo dell'antichità rinomato per essere un giusto, e perciò l'autore del libro potrebbe averlo scelto come personaggio di un racconto sapienziale, una parabola. L'ipotesi che Giobbe sia solo il personaggio di un racconto è suggerita anche dal nome stesso, che significa "il perseguitato" e fu discussa già nell'antichità sia dagli ebrei nel Talmud Babilonese sia dai cristiani.
L'anonimo autore fu quasi sicuramente un israelita, sebbene abbia ambientato la storia fuori da Israele, nell'Edom meridionale o nell'Arabia settentrionale, facendo un'allusione a luoghi distanti tra loro, come la Mesopotamia e l'Egitto. Alcuni dettagli narrativi suggeriscono che l'autore avesse presente la vicenda del re babilonese Nabonide, che risiedette nell'oasi di Tema fra il 550 e il 540 a.C. a causa di una grave malattia della pelle.
I commentatori hanno proposto per la composizione del libro periodi che vanno dall'epoca pre-mosaica al II secolo a.C.. Fu attribuito a Mosè dalla tradizione ebraica, ma l'ipotesi maggiormente condivisa dagli studiosi è che il libro sia stato redatto dopo l'esilio babilonese, cioè molti secoli dopo l'epoca in cui Mosé sarebbe vissuto secondo la cronologia biblica. 
Il libro è composto da 42 capitoli descriventi la storia del saggio Giobbe, la cui vita è provata da tribolazioni inspiegabili, con ampie meditazioni contenute nei dialoghi con i suoi tre amici sul perché Dio permetta il male all'uomo giusto (vedi Teodicea). 
Il testo è principalmente scritto in uno stile poetico, ma l'introduzione (capp. 1-2) e la conclusione (capitolo 42, 7-17) sono in prosa. Al centro del libro il capitolo 28 si differenzia per il suo contenuto tipico della letteratura sapienziale. 
Sembra esserci, inoltre, una certa discontinuità teologica fra il testo poetico, che sostiene che Dio è troppo distante dall'uomo perché questi possa capirlo e giudicare il suo operato, lasciando aperta la speranza di un "redentore" che riscatterà il male, e l'epilogo, secondo cui Dio retribuisce in terra il male subito dal giusto.
Il testo dimostra una certa permeazione all'interno del pensiero ebraico di temi già esplorati dal mondo cassita, ben presenti nel più antico "Poema babilonese del giusto sofferente".

## Incertezze sulla datazione
Gli studiosi hanno lungamente discusso sulla storia compositiva del libro, proponendo anche datazioni diverse per le sue parti, ma senza raggiungere conclusioni condivise. La cornice in prosa è stata ritenuta da molti un'aggiunta posteriore, ipotesi esclusa da altri. Kugler e Hartin discutono queste ipotesi, ma propendono per il VI secolo come datazione più probabile per diverse ragioni, mentre Fokkelman lo assegna al V, secolo più, secolo meno. Anche Seow lo attribuisce alla fase iniziale del dominio persiano. Secondo altri, tuttavia, i capitoli 3-37 (cioè la maggior parte del testo) potrebbero risalire soltanto al IV-II secolo a.C..

## Il libro

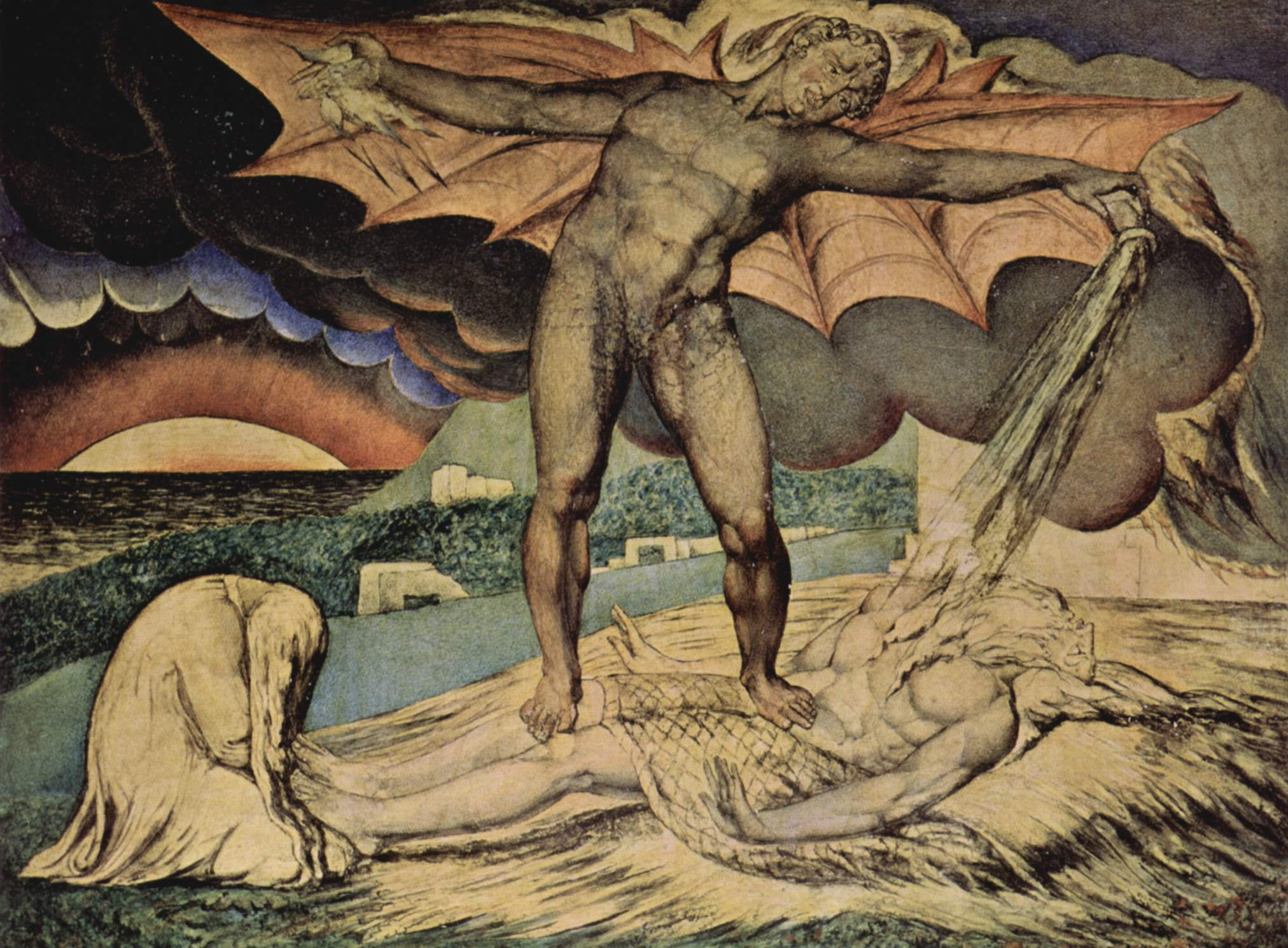
L'esame di Giobbe: Satana riversa le piaghe su Giobbe, dipinto di William Blake per il Libro di Giobbe, 1826–1827, Tate Gallery, Londra.

Il libro esiste sia in ebraico, il testo masoretico, sia nella traduzione in greco, la Septuaginta, redatta in Egitto negli ultimi secoli prima dell'era volgare. Inoltre tra i Rotoli del Mar Morto sono stati rinvenuti manoscritti in aramaico ed ebraico.

## Il problema della retribuzione
Il libro di Giobbe intende rispondere alla domanda di come Dio premi o castighi le azioni degli uomini. Il popolo ebraico ha fatto in proposito un lungo cammino, che ha portato a grandi scoperte e riflessioni. Si possono riassumere le tappe principali di questo cammino nello schema seguente:
1. retribuzione terrena collettiva: il popolo è responsabile in solido delle proprie azioni, il bene degli uni ricade sugli altri e così il male, i meriti e le colpe dei padri si riversano sui figli. Questa regola è chiaramente espressa da Deuteronomio 28[16] e Levitico 26[17]. Il libro dei Giudici ed i libri dei Re mostrano come tale principio si applica nel corso della storia. Anche i grandi profeti si muovono in questa prospettiva.
2. retribuzione terrena individuale: essa è chiaramente espressa in Ezechiele 18[18]: ognuno è responsabile delle proprie azioni e viene premiato in virtù di queste. Ma fermandosi alla retribuzione terrena si incorre nella clamorosa smentita dei fatti. In una prospettiva di solidarietà si può accettare che, per il sopravvento di peccati della collettività, i giusti vengano puniti insieme ai malvagi. Se invece ciascuno deve essere trattato secondo il suo comportamento personale, come può essere che il giusto soffra?
3. il dramma di Giobbe: in questo processo si inserisce il libro di Giobbe portando fino alle ultime conseguenze i limiti della posizione tradizionale. Esistono giusti che soffrono e crudelmente, testimonia Giobbe. Il lettore sa, dal prologo, che i suoi mali vengono da Satana e non da Dio, e che sono una prova della sua fedeltà. Ma Giobbe non lo sa, né lo sanno i suoi amici. Quale ne sarà allora la spiegazione? Essi avanzano le risposte tradizionali: la felicità degli empi è di breve durata; la disgrazia del giusto saggia la sua virtù; oppure la pena castiga colpe commesse per ignoranza o debolezza. Contro questa rigida correlazione Giobbe si solleva con tutta la forza della sua innocenza. Non nega la retribuzione terrena, la attende anzi, e Dio alla fine gliela concederà, nell'epilogo. Ma per lui è uno scandalo che tale retribuzione gli venga rifiutata nel presente, e cerca invano il senso della sua prova. Lotta disperatamente per ritrovare il Dio che si nasconde e che egli continua a credere buono. La risposta di Dio non risolve il problema. Rivela solo la trascendenza del suo essere e dei suoi disegni e riduce Giobbe al silenzio.
4. retribuzione ultraterrena: il libro della Sapienza e soprattutto il Nuovo Testamento daranno risposta alla domanda di Giobbe. Due testi di Paolo possono indicare una risposta: « Le sofferenze del tempo presente non sono paragonabili alla gloria che deve rivelarsi in noi »  ( Romani 8,18, su laparola.net.) « Io completo nella mia carne quello che manca alle prove di Cristo per il suo corpo che è la Chiesa »  ( Colossesi 1,24, su laparola.net.)

Tommaso D'Aquino commenta:
(Exp. Super Job ad lit., C. 28)